# Sadi Carnot (politiker)
 Der er flere personer med dette navn, se Sadi Carnot.
Marie François Sadi Carnot (11. august 1837 – 25. juni 1894) var Frankrigs 5. præsident i 1887-94.
Han var søn af Hippolyte Carnot og barnebarn af den franske politiker Lazare Carnot.
Han blev myrdet af en anarkist og er den eneste franske præsident begravet i Panthéon.

## Tidlige liv
Marie blev født i Limoges, Haute-Vienne. Hans navn Sadi, blev givet for at ære hans onkel,Nicolas Léonard Sadi Carnot, som var fransk fysiker.

## Andet
- Hans onkel, fysikeren Nicolas Léonard Sadi Carnot
- Byen Carnot i den Centralafrikanske Republik er opkaldt efter Sadi Carnot.